# Буксировка

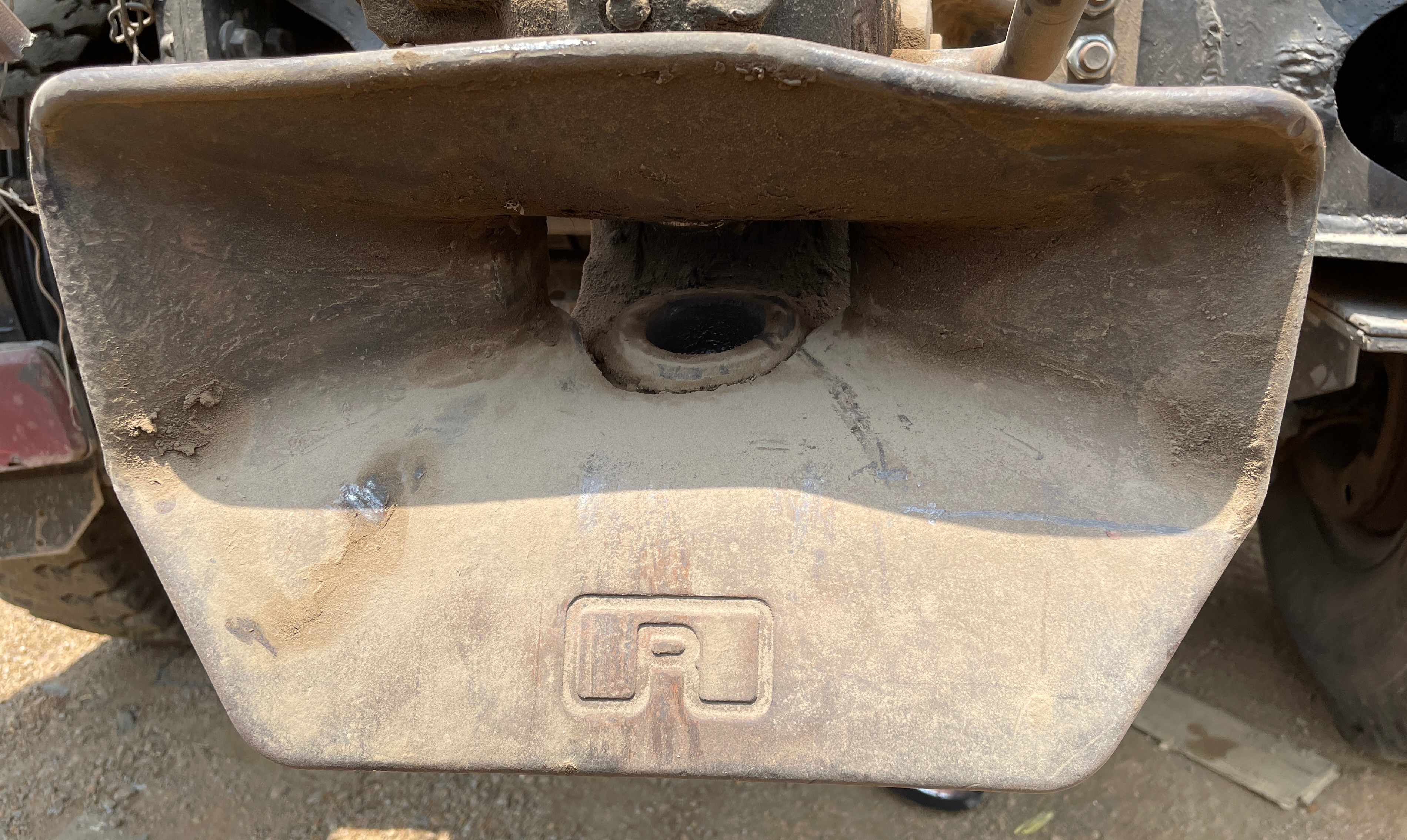
Прицеп для буксировки на грузовых тягачах марки Volvo

Буксиро́вка — действие по значению глагола буксировать.
В другом источнике указано что буксиро́вка ж. тяга, таск, подчалка.
Передвижение недействующего или безмоторного транспортного средства, несамоходных машин и прицепов, барж, планёров, самолётов на аэродромах и тому подобное с помощью другого транспортного средства. Буксировка может применяться как в качестве временной меры (например при передвижении неисправных транспортных средств), так и при перевозке грузов в специальных транспортных системах.

#### Примеры буксировки в различных видах транспорта
| Вид транспорта            | Транспортное средство, осуществляющее буксировку | Буксируемое транспортное средство       | Цель буксировки                    |
| ------------------------- | ------------------------------------------------ | --------------------------------------- | ---------------------------------- |
| Автомобильный транспорт   | Тягач, транспортёр                               | Прицеп, полуприцеп, трейлер             | Перевозка грузов                   |
| Водный транспорт          | Буксир                                           | Баржа, плот, лихтер                     | Перевозка грузов                   |
| Водный транспорт          | Судно-буксировщик                                | Буксируемый подводный аппарат           | Научные исследования, разведка     |
| Железнодорожный транспорт | Локомотив                                        | Вагон, железнодорожный состав           | Перевозка пассажиров и грузов      |
| Авиация                   | Самолет-буксировщик                              | Планёр, буксируемая мишень              | Планеризм, обучение пилотов        |
| Космонавтика              | Космический буксир, ТЭМ                          | Космические аппараты, космический мусор | Смена орбит, разгон или торможение |

#### Примеры буксировки между различными видами транспорта
- Буксировка воздушного судна на аэродроме. Применяется специальный аэродромный тягач, либо приспособленные для этого автомобили, трактора.
- Буксировка судов[2] железнодорожными локомотивами. Например, через шлюзы Панамского канала суда буксируют специальные локомотивы - мулы.[3]
- Буксировка воздушных шаров и воздушных змеев военными кораблями. Использовалась на заре развития авиации (конец XIX, начало XX века) для наблюдения, разведки, а также для поднятия на высоту антенн.